# Marco Brito
Pour les articles homonymes, voir Brito.
 (octobre 2017).
Marco Brito est un footballeur brésilien né le 4 août 1977 à Rio de Janeiro. Il évoluait au poste d'attaquant.

## Biographie
Marco Brito joue au Brésil, au Japon et à Chypre.
De 2003 à 2006, il joue 39 matchs en première division brésilienne, inscrivant sept buts.